# Náměstí Jana Palacha

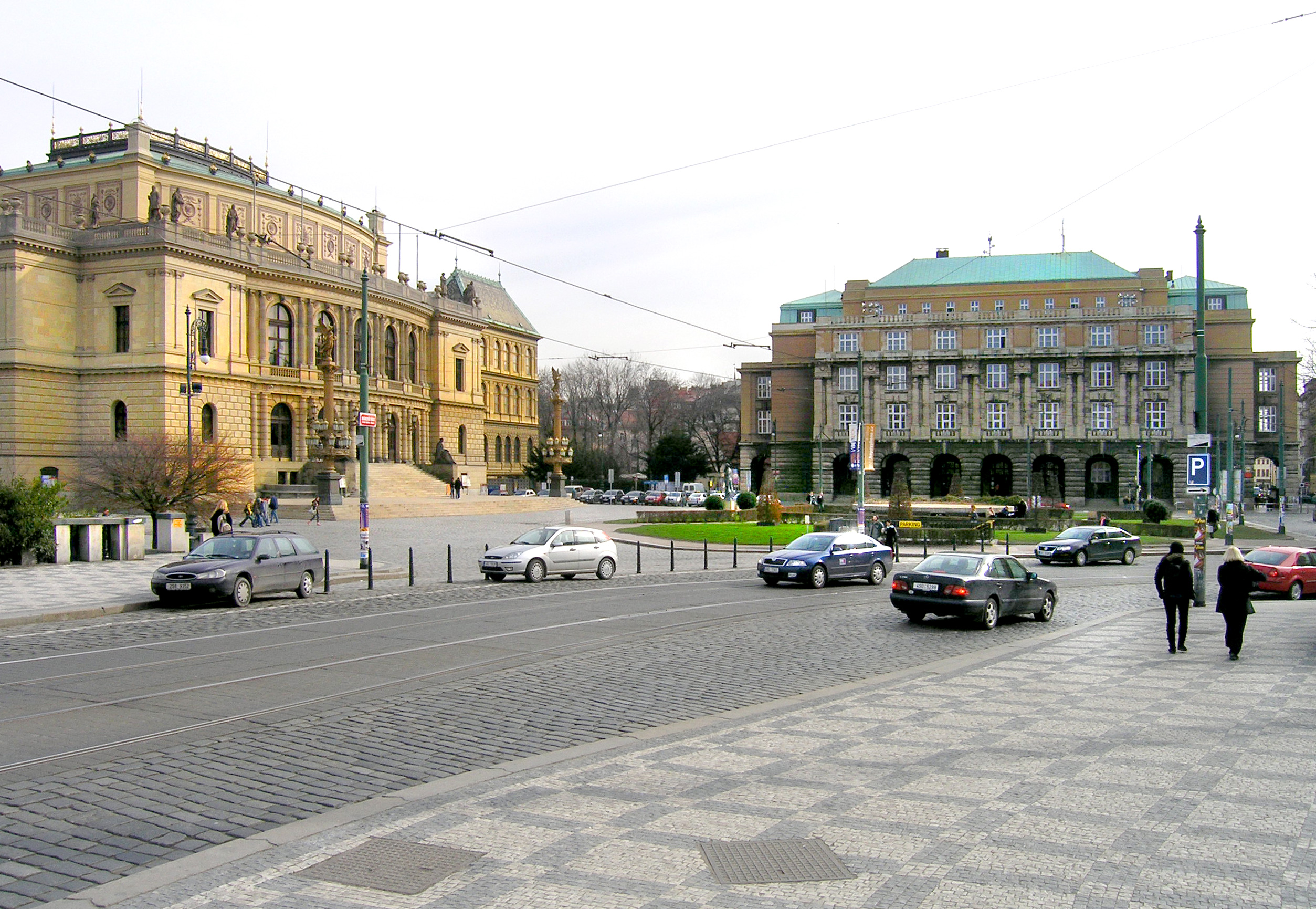
Náměstí Jana Palacha: vlevo Rudolfinum, vpravo Filozofická fakulta

Náměstí Jana Palacha (dříve též Smetanovo a Krasnoarmějců; lidově Palach či Palacháč) leží na Starém Městě v Praze 1 na pravém břehu Vltavy.

## Název
Původně se tato část vltavského pobřeží nazývala Rejdiště podle městské jízdárny, která tu byla zřízena v 17. století. Prostranství bylo součástí v roce 1872 vybudovaného nábřeží, roku 1878 nazvaného Nábřeží korunního prince Rudolfa (dnes Alšovo nábřeží). Prostor náměstí vymezený novostavbami byl někdy označován názvem Na Rejdišti, který byl zachován v uličce za Rudolfinem. V letech 1916 až 1919 neslo jméno náměstí císařovny Zity, manželky jiného následníka Františka Josefa I. V letech 1919 až 1942 Smetanovo náměstí. Během okupace se jmenovalo Mozartplatz a po jejím skončení opět Smetanovo. Pojmenování po Bedřichu Smetanovi bylo roku 1952 přeneseno na Smetanovo nábřeží, tehdejší Masarykovo. Dominantou bývalého Smetanova náměstí se dle záměru Společnosti Antonína Dvořáka měla stát socha Antonína Dvořáka, který je spjatý s Českou filharmonií a Rudolfinem; Dvořákova socha byla na náměstí umístěna až v roce 2000.
Od roku 1952 neslo název náměstí Krasnoarmějců na paměť vojáků Rudé armády padlých a zde provizorně pohřbených v roce 1945. K pojmenování podstatně přispěl působivý snímek zvaný Pohřeb rudoarmějce nebo Padlý v posledních vteřinách války fotografa Tibora Hontyho. Komunistická propaganda jej využívala pro zdůraznění zásluh Sovětského svazu na osvobození Prahy. Na snímku je ukrajinský plukovník Sacharov, jedna z obětí tragédie v jihočeských Hrotovicích způsobené chybou Rudé armády.
Po sebeupálení Jana Palacha, který zde studoval Filozofickou fakultu, bylo náměstí spontánně přejmenováno na náměstí Jana Palacha, oficiálně tak bylo pojmenováno 20. prosince 1989. Dnes jej připomíná pamětní deska na zdi fakulty s posmrtnou maskou vytvořenou sochařem Olbramem Zoubkem.

## Budovy a objekty
- Rudolfinum: Na severní straně náměstí se nachází budova Rudolfina, v němž v době tzv. první republiky zasedal tehdejší parlament. Dnes budova slouží svému původnímu účelu, tj. jako koncertní síň.
- Uměleckoprůmyslové muzeum: v severovýchodním rohu pak najdeme Uměleckoprůmyslové muzeum
- Filozofická fakulta Univerzity Karlovy zabírá východní stranu náměstí
- Na jižní straně náměstí je budova Vysoké školy uměleckoprůmyslové/VŠUP, kde má bustu architekt Jan Kotěra.
- Západní strana náměstí s nájezdem na Mánesův most je otevřená směrem k Vltavě a Klárovu. Tímto směrem se otvírá pěkný rozhled na Pražský hrad, Strahovský klášter, Petřín, Malou Stranu, Strakovu akademii, Kramářovu vilu, Hanavský pavilon a další.

Poblíž jihovýchodního rohu náměstí se nachází výstup ze stanice metra Staroměstská, pod náměstím jsou umístěny podzemní garáže. Střed prostranství má parkovou úpravu se sochou Antonína Dvořáka od Jana Wagnera, která sem byla umístěna v roce 2000. Na budově filozofické fakulty vlevo se nalézá bronzová posmrtná maska Jana Palacha, kterou sejmul sochař Olbram Zoubek těsně po smrti studenta filozofické fakulty na klinice popálenin v Legerově ulici 19. ledna 1969.
Poblíž nábřeží, u začátku Mánesova mostu směrem na sever se nachází socha Josefa Mánesa. Směrem na jih se pak nachází plastiky Dům sebevraha a Dům matky sebevraha od Johna Hejduka, které tam byly umístěny v roce 2016.

### Socha Antonína Dvořáka
Skladatel a první ředitel České filharmonie Antonín Dvořák má vztah k Rudolfinu, kde učil a uváděl své premiéry. Již po jeho smrti byl proto po něm pojmenován koncertní sál Dvořákova síň a za Rudolfinem začínající nábřeží Dvořákovo nábřeží. Za účelem vybudování skladatelova pomníku vznikl roku 1931 spolek, později přejmenovaný na Společnost Antonína Dvořáka. Spolek vybudoval Muzeum A. Dvořáka v letohrádku Amerika, ale pomník u Rudofina narážel na řadu překážek. Po válce o umístění pomníku u Rudolfina v roce 1949 rozhodl městský úřad a práce byly zadány sochaři Josefu Wagnerovi. V roce 1953 postihla sbírku na pomník měnová reforma a v roce 1957 práce na soše Wagnerovo úmrtí. Na původně plánované místo na nábřeží byla roku 1951 umístěna socha Mánesa, bylo pak plánované monumentální umístění pomníku uprostřed náměstí. Realizace však byla městam opakovaně odsouvána až bylo rozhodnuto o umístění pomníku na Klárově, kde byl ke 150. výročí Dvořákova narození roku 1991 odhalen alespoň základní kámen. Sochu pak vytvořil na základě Wagnerova modelu jeho syn Jan Wagner, k realizaci došlo v rámci Evropského města kultury v roce 2000. Kvůli mezitím vybudovaným podzemním garážím s vývodem ventilace uprostřed náměstí měla být socha umístěna na schodišti Rudolfina zády ke vchodu. Během realizace však po kritice ze strany předních zástupců české kultury bylo rozhodnuto o provizorním umístění sochy v parčíku proti Rudolfinu.
Plán na proměnu náměstí s definitivním umístěním Dvořákovy sochy byl vybrán ve veřejné soutěži v roce 2002. Realizaci však dlouhodobě komplikují soukromě vlastněné garáže pod náměstím.

## Fotogalerie

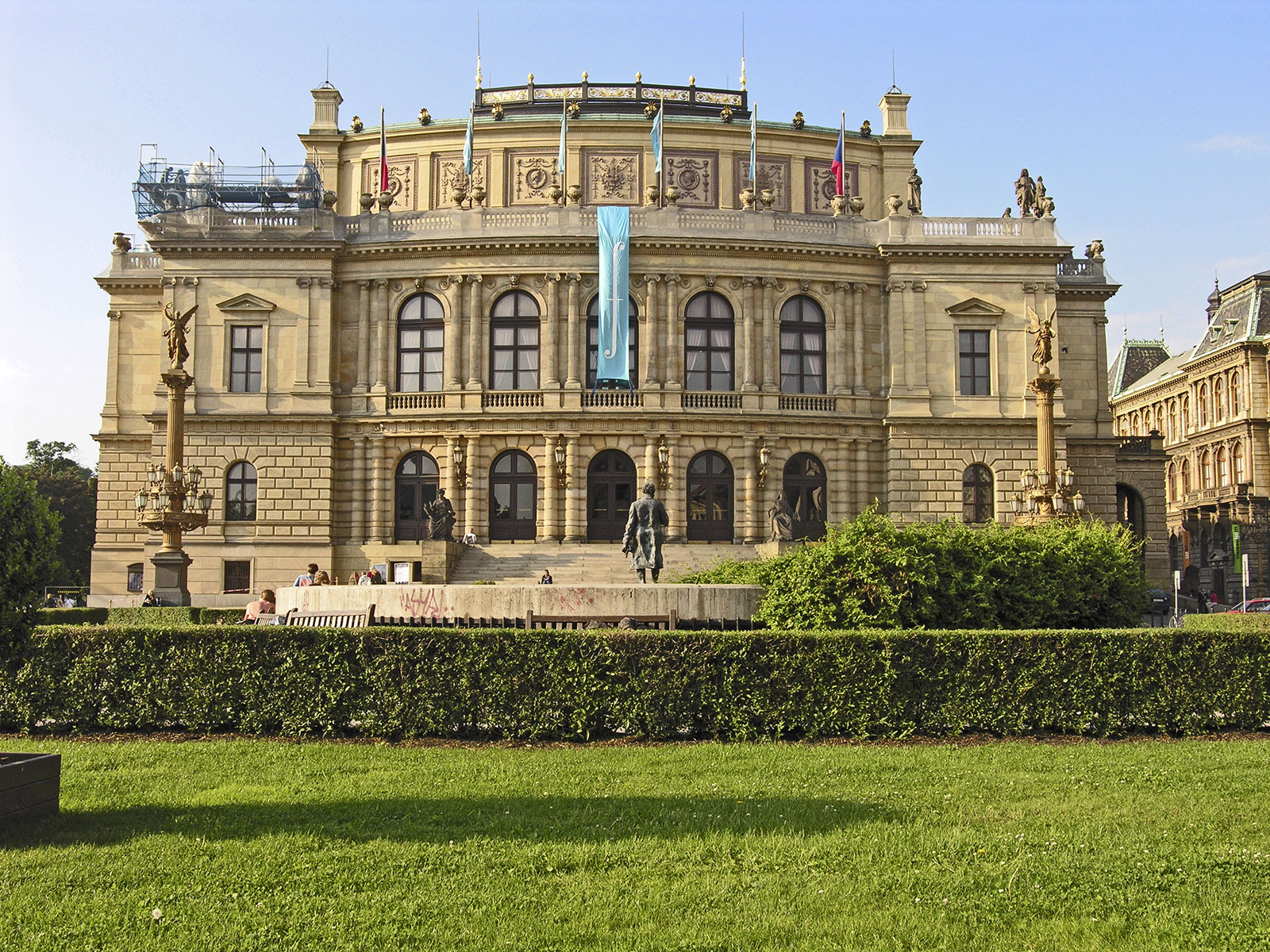
Rudolfinum v době festivalu Pražské jaro
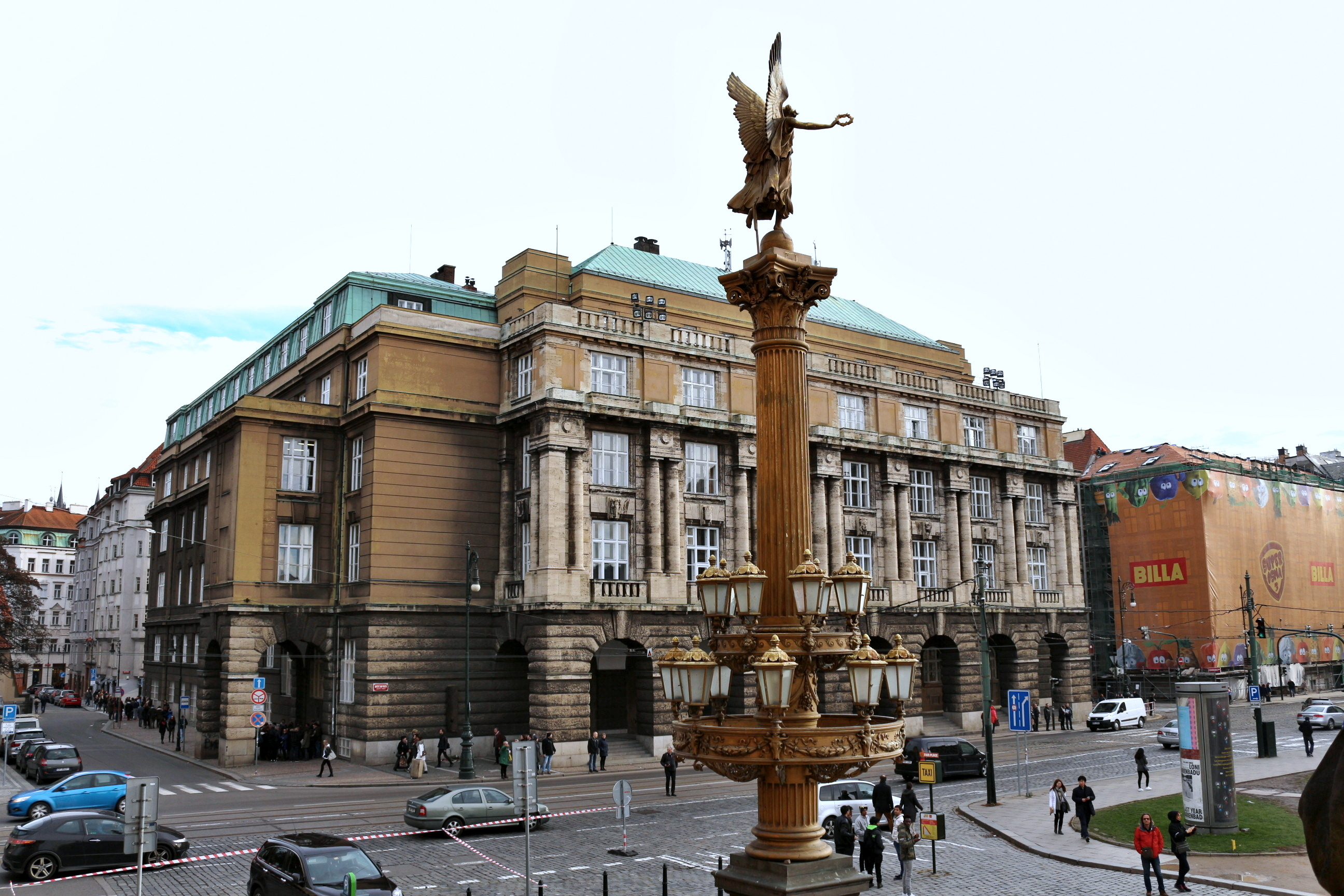
Filozofická fakulta UK, vlevo na budově místo s posmrtnou maskou Jana Palacha
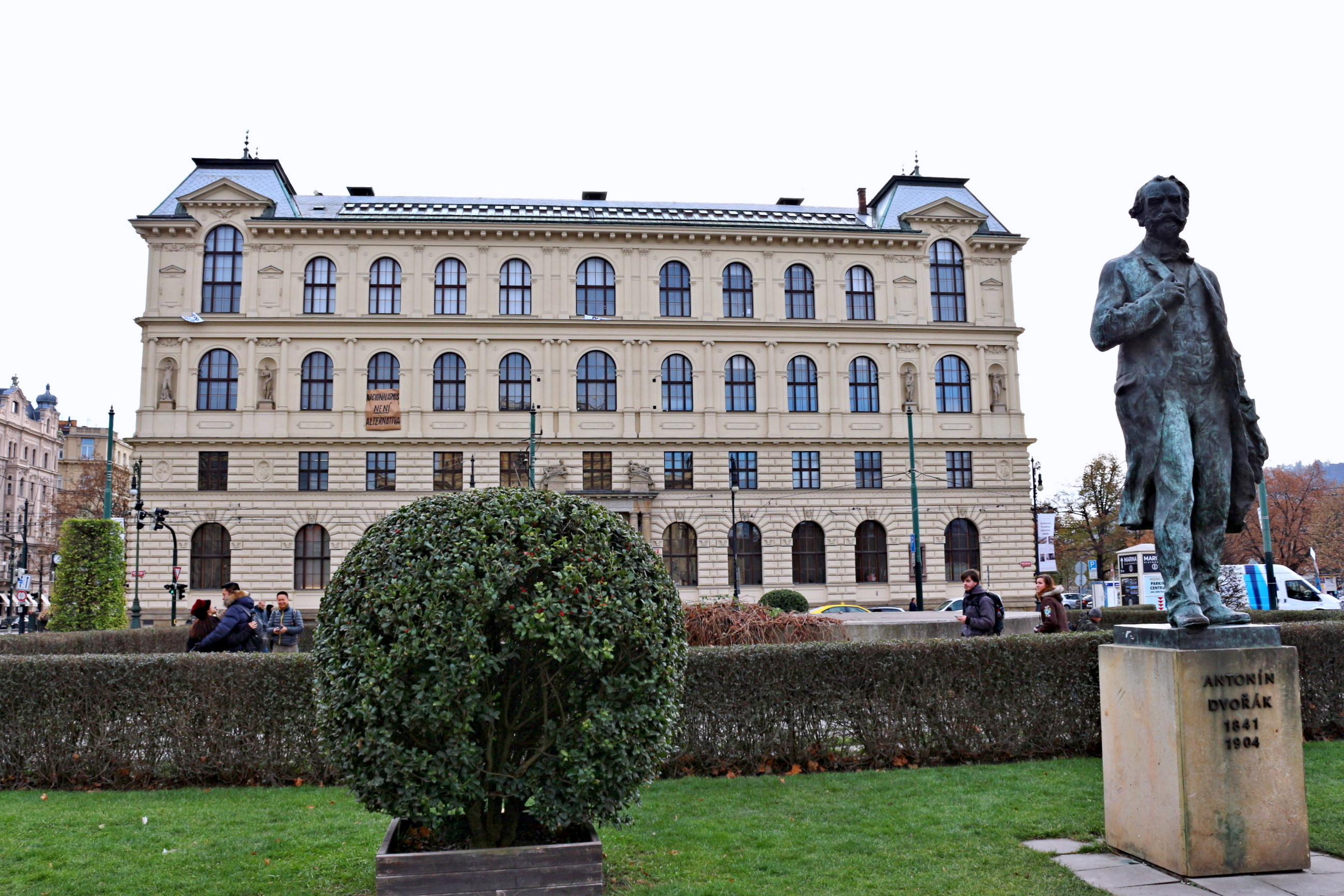
Vysoká škola uměleckoprůmyslová na jižním okraji, v popředí snímku je socha Antonína Dvořáka
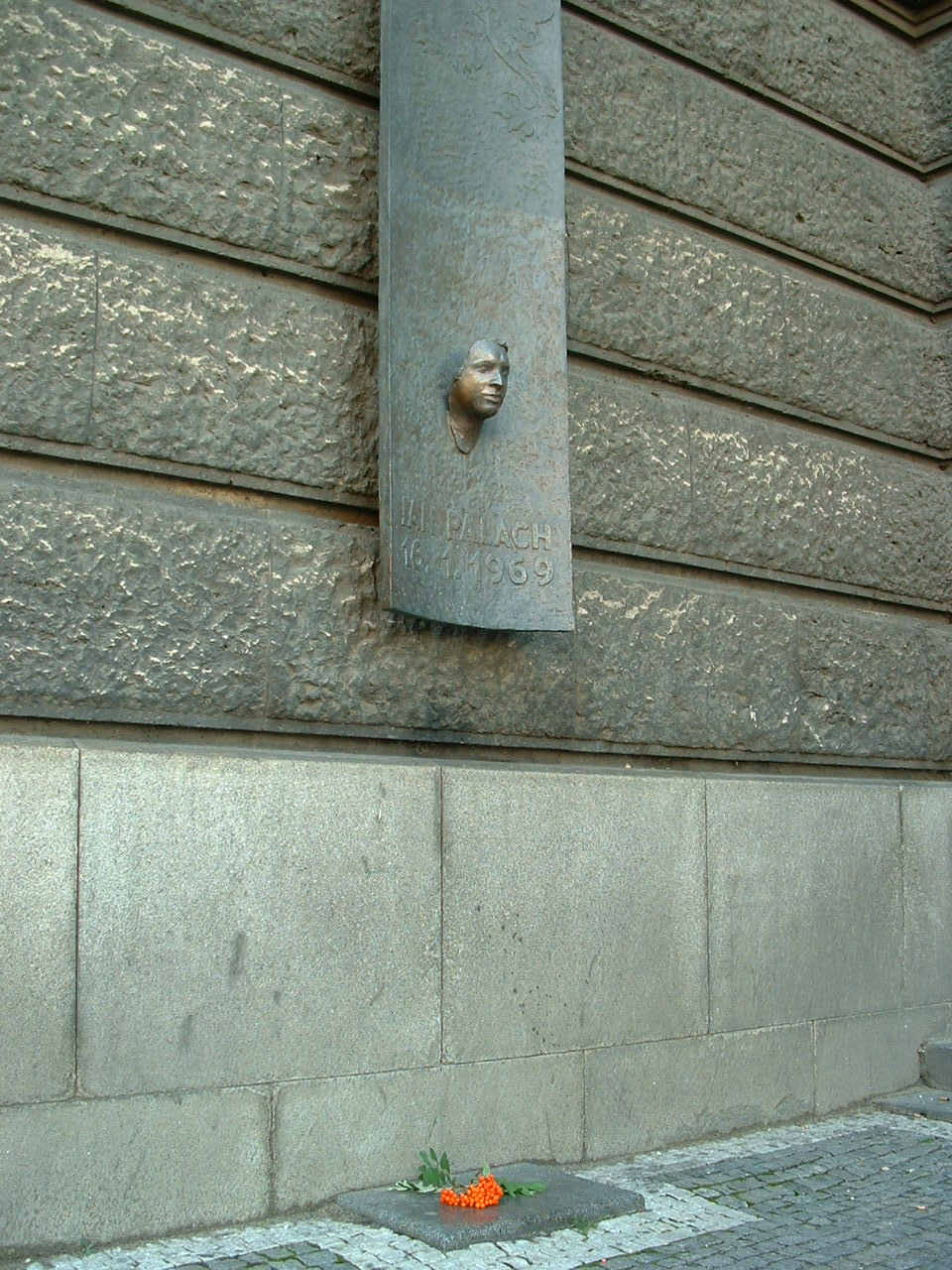
Pomník Jana Palacha s posmrtnou maskou na budově Filozofické fakulty